# 김미려
김미려(한국 한자: 金美麗, 1982년 6월 13일 ~ )는 대한민국의 희극인, 가수로 2002년에 연극 무대에서 뮤지컬 배우로 처음 데뷔하였다.

## 학력
- 여수한려초등학교 (졸업)
- 여수중앙여자중학교 (졸업)
- 부영여자고등학교 (졸업)
- 한양여자전문대학 영어학과 (전문학사)

## 생애
전라남도 여수시 출신이다. 2002년에 뮤지컬로 첫 데뷔한 이후 2006년 MBC 특채 개그맨으로 본격 데뷔한다. 2006년 하이봐로 그룹 멤버를 결성했고, 2007년 디지털 싱글 앨범 《나를 만나다》로 활동했고 연예계 생업을 이어나가고 있다.

## 논란

### 대부업 광고
당시에 높은 광고비를 받기 위해서 연예인들이 사채광고를 찍기 시작했는데, 김미려는 사채업체(私債業體)인 러시앤캐시 광고에 등장해서 광고를 찍었다. 아무리 코미디언이라고 하지만, 대부업이 판치던 시절에 사채광고를 찍은 것이다.

## 출연 작품

### 방송
- 2006년 MBC : 《개그야》
  - 《사모님》 사모님 역
- 2007년 Mnet : 《미려는 괴로워》
- 2009년 MBC : 《하땅사》
- 2011년 tvN : 《코미디빅리그》
  - <이런 면접>
  - <세 여인들> 김털복숭이 역
  - <깽스맨>
- 2015년 KBS2 : 《위기탈출 넘버원》
- 2017년 MBC : 《미스터리 음악쇼 복면가왕》
- 2017년 O tvN : 《은밀한 브런치》
- 2017년 MBN : 《한지붕 네가족》
- 2020년 JTBC :《장르만 코미디》
- 2023년 JTBC : 《아는형님》

### 드라마
2006년 거침없이 하이킥 
- 2007년 SBS : 《왕과 나》
- 2008년 OCN : 《여사부일체》
- 2010년 SBS : 《산부인과》 - 이문영 역 (특별출연)
- 2012년 tvN : 《유리 가면》
- 2012년 KBS2 : 《선녀가 필요해》
- 2013년 SBS : 《너의 목소리가 들려》
- 2015년 SBS : 《상류사회》
- 2015년 MBC : 《이브의 사랑》
- 2015년 SBS : 《돌아온 황금복》
- 2015년 재능TV : 《출동 케이캅》
- 2018년 MBN : 《연남동 539》
- 2020년 MBC : 《꼰대인턴》 - 맨지도 할매라면 할머니 역 (특별출연)
- 2022년 MBC : 《팬레터를 보내주세요》 - 솔이 맘 역

### 영화
- 2006년 《방과후 옥상》 음악부문
- 2007년 《내 생애 최악의 남자》 : 시누이 역 (특별출연)
- 2012년] 《강철대오: 구국의 철가방》 : 천녀유혼 역

### 라디오
- 2011년 tbsFM 《최병서, 김미려의 9595쇼》

## 음반
- 2006년 4월 혼성 그룹 《하이봐》
- 2007년 11월 《나를 만나다》
- 2009년 11월 《사랑 2인분》

## 수상
- 2006년 제7회 대한민국영상대전 코미디언부문 포토제닉상
- 2006년 MBC 방송연예대상 코미디시트콤부문 여자신인상, 인기상
- 2007년 제43회 백상예술대상 TV부문 여자예능상